# Torre e Vila Mou
Torre e Vila Mou est une paroisse civile portugaise (en portugais : freguesia) de la municipalité de Viana do Castelo, dans le district de Viana do Castelo.
Son nom officiel est União das freguesias de Torre e Vila Mou. Elle est créée par la loi no 11-A/2013 du 28 janvier 2013 portant réorganisation administrative du territoire des freguesias, en fusionnant Torre et Vila Mou. Son siège est à Torre.
Lors du recensement de 2021, Torre e Vila Mou compte 1 092 habitants.